# Luigi Mancinelli
Luigi Mancinelli (ur. 5 lutego 1848 w Orvieto, zm. 2 lutego 1921 w Rzymie) – włoski kompozytor, dyrygent i wiolonczelista.

## Życiorys
Początkowo kształcił się u swojego brata, dyrygenta Marino Mancinellego (1842–1894). Następnie studiował we Florencji kompozycję u Teodulo Mabelliniego i grę na wiolonczeli u Jefte Sbolciego. Początkowo występował jako wiolonczelista we florenckim Teatro della Pergola. W 1874 roku został pierwszym wiolonczelistą Teatro Morlacchi w Perugii, tam też w tymże roku zadebiutował jako dyrygent, prowadząc przedstawienie Aidy Giuseppe Verdiego. Od 1875 do 1880 roku dyrygował w Teatro Apollo w Rzymie. W latach 1881–1886 był dyrektorem i wykładowcą kompozycji w Liceo musicale w Bolonii, jednocześnie pełnił funkcję kapelmistrza w bazylice św. Petroniusza. W 1887 roku wystąpił w Theatre Royal przy Drury Lane w Londynie. W latach 1887–1893 był dyrygentem Teatro Real w Madrycie. Występował także w londyńskim Covent Garden Theatre (1888–1905), nowojorskiej Metropolitan Opera (1893–1902), lizbońskim Teatro de São Carlos (1901–1919) i Teatro Colón w Buenos Aires (1908–1913).
Jako dyrygent zasłynął wykonując muzykę niemiecką, przede wszystkim dzieła operowe Richarda Wagnera.

## Wybrane kompozycje
(na podstawie materiałów źródłowych)

### Utwory orkiestrowe
- suita Scene veneziane (1888)
- suita Riflessi e paesaggi di G. Rinaldi (1902)
- Ouverture romantica (1910)

### Kantaty
- Isaias na głosy solowe, chór i orkiestrę (1887)
- Prière des oiseaux na alt, chór żeński i orkiestrę (1910)
- Canto del tricolore na baryton i orkiestrę (1919)

### Oratoria
- Isaia (wyst. Norwich 1887)
- Santa Agnese (wyst. Norwich 1905)

### Opery
- Isora de Provenza (wyst. Bolonia 1884)
- Tizianello (wyst. Rzym 1895)
- Ero e Leandro (wyst. Norwich 1896)
- Paolo e Francesca (wyst. Bolonia 1907)
- Sogno di una notte d’estate (niewystawiona)

### Muzyka filmowa
- Frate sole (1918)
- Giuliano l’Apostata (1920)